# Cecropia montana
Cecropia montana là loài thực vật có hoa trong họ Tầm ma. Loài này được Warb. ex Snethl. mô tả khoa học đầu tiên năm 1923.